# Махаска (округ, Айова)
Шаблон:StateAbbr_ 41°20′02″ пн. ш. 92°38′44″ зх. д. / 41.333888888889° пн. ш. 92.645555555556° зх. д.
Округ Махаска (англ. Mahaska County) — округ (графство) у штаті Айова, США. Ідентифікатор округу 19123.

## Історія
Округ утворений 1843 року.

## Демографія
За даними перепису
2000 року
загальне населення округу становило 22335 осіб, зокрема міського населення було 12122, а сільського — 10213.
Серед мешканців округу чоловіків було 11116, а жінок — 11219. В окрузі було 8880 домогосподарств, 6147 родин, які мешкали в 9551 будинках.
Середній розмір родини становив 2,96.
Віковий розподіл населення поданий у таблиці:
| Стать    | До 15 років | 15-21 | 22-29 | 30-39 | 40-49 | 50-65 | 65-85 | Понад 85 |
| -------- | ----------- | ----- | ----- | ----- | ----- | ----- | ----- | -------- |
| Чоловіки | 2406        | 1253  | 1115  | 1527  | 1695  | 1614  | 1329  | 177      |
| Жінки    | 2286        | 1091  | 987   | 1499  | 1614  | 1598  | 1790  | 354      |

## Суміжні округи
- Повешік — північ
- Кіокак — схід
- Вапелло — південний схід
- Монро — південний захід
- Меріон — захід
- Джеспер — північний захід

## Виноски
1. ↑  U.S. Decennial Census. United States Census Bureau. Архів оригіналу за 4 квітня 2018. Процитовано 20 липня 2014.
2. ↑  Historical Census Browser. University of Virginia Library. Архів оригіналу за 11 серпня 2012. Процитовано 20 липня 2014.
3. ↑  Population of Counties by Decennial Census: 1900 to 1990. United States Census Bureau. Архів оригіналу за 22 квітня 2014. Процитовано 20 липня 2014.
4. ↑  Census 2000 PHC-T-4. Ranking Tables for Counties: 1990 and 2000 (PDF). United States Census Bureau. Архів оригіналу (PDF) за 18 грудня 2014. Процитовано 20 липня 2014.
5. ↑  State & County QuickFacts. United States Census Bureau. Архів оригіналу за 7 червня 2011. Процитовано 20 липня 2014.(англ.) Наведено за англійською вікіпедією.
6. ↑  American FactFinder. Бюро перепису населення США. Архів оригіналу за 26 лютого 2012. Процитовано 31 січня 2008.

| США | Це незавершена стаття з географії США. Ви можете допомогти проєкту, виправивши або дописавши її. |